# Robert Polidori
Robert Polidori (* 10. Februar 1951 in Montréal) ist ein kanadischer Architekturfotograf und Fotojournalist.

## Leben
Robert Polidori ist der Sohn eines von Korsika stammenden Raketenentwicklers. In seiner Jugend zog er mit seinen Eltern durch Kanada und die USA. Er studierte Kunst am Antioch College in Yellow Springs (Ohio). 1969 zog er nach New York und beschloss, Filme zu machen. Es entstanden vier experimentelle Arbeiten, die in Workshops gezeigt wurden. Um Geld zu verdienen, wurde er als Autodidakt Fotograf und hatte Erfolge. Reise- und Architekturmagazine senden ihn für Fotoreportagen in alle Erdteile, er fotografierte für sie zum Beispiel Hotelgebäude in Dubai oder in Shanghai. Polidoris Bilder erzielen – unter anderem bei Sotheby’s – hohe Preise und seine Bildbände erhielten Auszeichnungen. Seine Fotos wurden in vielen Städten in Amerika und Europa ausgestellt und regelmäßig in Magazinen wie zum Beispiel in The New Yorker, Vanity Fair und Geo veröffentlicht. Polidori lebt in New York und Paris.

## Fotografische Arbeiten

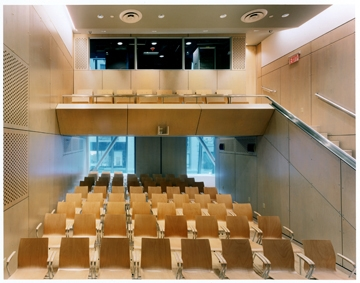
Das österreichische Kulturforum in Manhattan, New York, fotografiert von Robert Polidori

Aufsehen erregten Polidoris Aufnahmen von Tschernobyl und Pripjat. Er besuchte mit Schutzkleidung und Mundschutz im Mai 2001 die umzäunte Sperrzone, die in einem Umkreis von 30 Kilometern um diese beiden evakuierten Städte nach der Katastrophe von Tschernobyl im Jahr 1986 errichtet wurde und fotografierte unter anderem die geplünderten Räume von Schulen und Krankenstationen, den Kontrollraum des „Blocks IV“ des Kernkraftwerkes Tschernobyl (den er nur für wenige Minuten betreten durfte) sowie Schiffe, die im verseuchten Fluss Prypjat verrosten und Rettungsfahrzeuge, die wegen ihrer Verseuchung mit einem Bleimantel versehen wurden. Über diese in seinem Buch Sperrzonen – Pripjat und Tschernobyl veröffentlichten Aufnahmen schrieb die FAZ: „Polidoris Bilder zeigen eine Realität, die unsere Vorstellungskraft übersteigt. Aus ihnen spricht die Panik des plötzlichen Aufbruchs ebenso wie die Ahnung erbarmungsloser Ewigkeit. Diese Stillleben des Schreckens atmen die tödliche Ruhe einer grenzenlosen Einsamkeit.“ Ludwig Fels urteilte in der Zeitung Die Zeit über die Aufnahmen: „Es sind Bilder einer scheinbar ewig währenden Erstarrung und Verkrustung, still, leise, beklemmend. Eine Stadt nach einem Erdbeben schaut verwüsteter aus als die von außen wohnlich scheinenden Ruinen Pripjats, wo der Verfall in Zeitlupe stattfindet. Das Bezwingende dieser Bilder liegt in der unnachahmlichen Genauigkeit und Tiefgründigkeit der Motive – in ihrer nicht auf Pathos beharrenden Ästhetik.“
Polidori machte auch nach der Katrina-Flutkatastrophe von New Orleans eine in vielen Ausstellungen beachtete Fotoserie, die 2006 im Bildband After the flood veröffentlicht wurde. Auf diesen Bildern sind keine Menschen zu sehen; New Orleans wirkt wie eine Geisterstadt. Die Häuser sind verwüstet, in den Zimmern liegen die vom Schlamm verschmutzten Möbel umgestürzt wild durcheinander. Der Fotograf, meint Hubert Spiegel, habe sich „das Trauma des Untergangs zum Thema gewählt. Dass die Katastrophe ganz so wie alle Lust nach Ewigkeit verlangt, das ist die unheimliche Botschaft in diesen Bildern, die nach dem Ende des Schreckens von seiner Fortdauer erzählen.“
Polidori fotografiert Gebäude und Orte, er sieht sie mit all ihren Widersprüchen, so zum Beispiel, wenn er die menschenleeren bunten Hausfassaden in Havanna aufnimmt, den früheren Sommersitz des ehemaligen rumänischen Diktators Ceaușescu oder die aufwändigen Restaurierungsarbeiten am Schloss Versailles. Seine Bilder wirken subversiv. Er entlarvt auf seine Weise die Arroganz mancher Bauwerke, die von großen Architekten wie Axel Schultes oder Le Corbusier geschaffen wurden oder prangert die Gewissenlosigkeit der Moderne an: „Wie drohende Stalagmiten wachsen Shanghais Türme aus Glas und Beton auf die zerfallenden Reste der alten Stadt zu, die Bewegung der Einwohner in den Slums hat Polidori wie die Eile von Flüchtenden eingefangen.“ Für ihn sind Häuser „belebte Denkmäler, von Menschen für Menschen erdacht, und damit Orte, die über Menschen erzählen“.

## Zitat
„Wenn ich die Kamera auf etwas richte, ist das wie eine Frage zu stellen. Und das Bild, das entsteht, ist wie eine Antwort. Ich habe erst nach längerer Zeit gemerkt, dass man, je länger man ein Bild anschaut, immer mehr sieht, was man beim ersten Hinsehen gar nicht bemerkt hat. Dieser Gewinn ist so etwas wie eine Wissensdividende eines Fotos.“

## Auszeichnungen und Ausstellungen

### Auszeichnungen und Preise
- 2006/2007: Deutscher Fotobuchpreis (Kategorie Fotobildband für „After the Flood“)
- 2002: Alfred-Eisenstaedt-Award für Magazine Photography
- 1999: Alfred-Eisenstaedt-Award
- 1998: World Press Photo Award

### Einzelausstellungen (Auswahl)
- 2017: The J. Paul Getty Museum, Los Angeles[6]
- 2014: Robert Polidori: Fotografie. Museum Bad Arolsen
- 2011: Galerie Camera Work, Berlin[6]
- 2006: Martin-Gropius-Bau, Berlin
- 2006: Metropolitan Museum of Art, New York
- 2005: Peabody Essex Museum, Salem (Massachusetts)
- 1998: Institut du monde arabe, Paris

### Gruppenausstellungen (Auswahl)
- 2010: Flowers, London, Great Britain
- 2007: Cook Fine Art, New York (USA)
- 2006: Nicholas Metivier Gallery, Toronto (Kanada)
- 2006: CCCB Centre de Cultura Contemporània, Barcelona (Spanien)
- 2003: Camera Work Galerie, Berlin

### Bildbände
- Topographical Histories (Fotos aus dem Günter Grass Archiv, Göttingen). Steidl, Göttingen 2018. ISBN 978-3-95829-549-0
- Synchronie and Diachrony. Photographs of the J. P. Getty Museum 1997. Steidl, Göttingen 2018. ISBN 978-3-95829-383-0
- Hotel Petra. Steidl, Göttingen 2016. ISBN 978-3-95829-184-3
- 60 Feet Road, Bhatiya Nagar Facades. Steidl, Göttingen 2016. ISBN 978-3-95829-111-9
- Rioa (mit Marc Ferrez). Steidl, Göttingen 2015. ISBN 978-3-86930-910-1
- Chronophagia. Steidl, Göttingen 2014. ISBN 978-3-86930-698-8
- Eye and I. Steidl, Göttingen 2014. ISBN 978-3-86930-592-9
- Some Points in Between ... Up Till Now. Steidl, Göttingen 2010. ISBN 978-3-86521-994-7
- Parcours Muséologique Revisité. Steidl, Göttingen 2009. ISBN 978-3-86521-702-8
- After the flood. Steidl, Göttingen 2006. ISBN 978-3-86521-277-1
- Robert Polidori. (Herausgeber: Thomas Osterkorn und Andreas Petzold). Gruner und Jahr, Hamburg 2005. ISBN 3-570-19549-X
- Robert Polidori's Metropolis. Steidl, Göttingen 2005. ISBN 3-86521-078-3
- Heroes of the revolution. Edel Classics, Hamburg 2004
- Sperrzonen – Pripjat und Tschernobyl. Text: Elizabeth Culbert. Steidl, Göttingen 2004. ISBN 3-88243-921-1
- Moods of La Habana. Edel Classics, Hamburg 2003. ISBN 3-937406-50-6
- Havana. Steidl, Göttingen 2003. ISBN 3-88243-333-7
- Havana. Büchergilde Gutenberg, Frankfurt/Main, Zürich, Wien 2002. ISBN 3-7632-5297-5
- Das antike Libyen. Vergessene Stätten des römischen Imperiums. Text: Antonino DiVita. Könemann, Köln 1999. ISBN 3-89508-843-9
- Schlösser im Loiretal. Text: Jean-Marie Pérouse de Montclos. Könemann, Köln 1997. ISBN 3-89508-597-9
- Versailles. Text: Jean-Marie Pérouse de Montclos. Könemann, Köln 1996. ISBN 3-89508-424-7

### Sekundärliteratur
- Elizabeth Culbert: Essay über die Photographien von Robert Polidori. In: „Sperrzonen. Pripjat und Tschernobyl“. Steidl, Göttingen 2004
- Christine Daum: Der Kriegsreporter und der Architekturfotograf. Die Tschernobyl-Fotos von Igor Kostin und Robert Polidori. In: „Osteuropa. Zeitschrift für Gegenwartsfragen des Ostens“.  Heft 4. 2006. Berlin. ISSN 0030-6428
- Ludger Fels: Die Vertreibung aus dem Paradies. Atemraubende Fotografien aus der gesperrten „Zone“ in Tschernobyl. In: „DIE ZEIT“ Nr. 35 vom 19. August 2004
- Martin C. Pedersen und Criswell Lappin: Einführungstexte zum Bildband. In: „Robert Polidori’s Metropolis“: Steidl, Göttingen 2004
- Jochen Siemens: Robert Polidori. In: „Stern Fotografie. Portfolio Ausgabe 41“. September 2005. Gruner + Jahr, Hamburg. ISBN 3-570-19549-X
- Klaus Wagner: Sperrzonen. Pripjat und Tschernobyl. In: „Stuttgarter Zeitung“ vom 21. Januar 2005
- John Updike: After Katrina. New Orleans After the Flood. In: „The New York Review of Books“, Nr. 19 vom 30. November 2006